# Paolo da Ponte (architetto)
Paolo da Ponte (Vicenza, ... – dopo il 1578) è stato un ingegnere italiano.
Fratello del ben più celebre Antonio da Ponte e fratellastro di Bernardino Contin, fu ingegnere del Magistrato alle Acque a Padova. Nel 1578 venne scelto tra gli architetti che avrebbero dovuto pronunciarsi sulla ristrutturazione del Palazzo Ducale di Venezia. 